# Polycyrtus leprieurii
Polycyrtus leprieurii är en stekelart som beskrevs av Maximilian Spinola 1840. Polycyrtus leprieurii ingår i släktet Polycyrtus och familjen brokparasitsteklar. Inga underarter finns listade i Catalogue of Life.